# Léger (archevêque de Bourges)
Pour les articles homonymes, voir Léger.
Léger ou Leodegaire  ou encore Leuter selon Orderic Vital, est un prélat français du XIe siècle et du XIIe siècle, archevêque de Bourges en 1099.

## Biographie
Il assista au concile de Rome en 1099, sous ls pontificat d'Urbain II.
En décembre 1100, il souscrit la charte par laquelle Adelart, ou Alart Guillebaud, seigneur de Châteaumeillant, donne à l'ermite Robert d'Arbrissel dont il était proche, la forêt de Gros-Bois et le village d'Orsan.
Vers 1113, il aide Robert d'Arbrissel en écartant les Augustins de Puyferrand.
Il meurt le 31 mars 1120, et enterré dans l'église du prieuré d'Orsan (Orsain).